# Алиреза Јавари
Алиреза Јавари Форушани (перс. علیرضا یاوری فروشانی, романизовано Alireza Yavari Foroushani; Исфахан, 4. мај 2000) ирански је пливач чија специјалност су трке делфин и слободним стилом.

## Спортска каријера
Јавари је дебитовао на сениорским такмичењима на светском првенству у корејском Квангџуу 2019. где се такмичио у две дисциплине. Прво је у трци на 200 слободно заузео укупно 58. место у квалификација, а потом у трци на 100 делфин заузима 51. позицију у конкуренцији 78 пливача.